# Hadding
Hadding (möjligen "hårfager som en kvinna") var i nordisk mytologi en hjälte hos Saxo och en av Odens krigare. Möjligen tillbads han tidigare som en av vanerna. Han var gift med  jättinan Ragnhild.

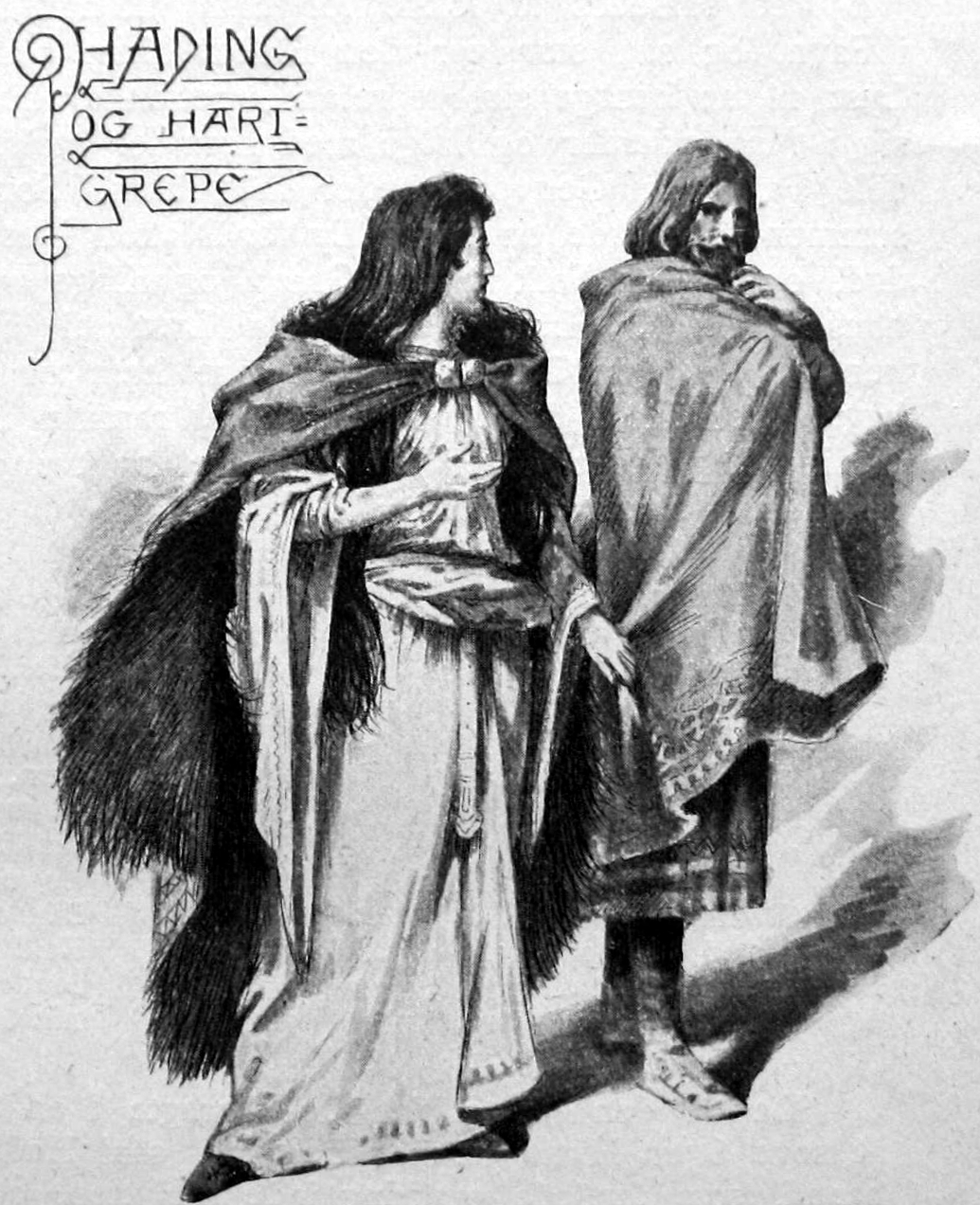
Hadding och Hartgrepe.

Enligt Saxos skildring var Haddings far kung av Danmark och dödades av Svipdag som var kung av Norge. Hadding var då en ung pojke och kom därefter att uppfostras av jättar och svor att inte klippa sig förrän han hade hämnats sin far. Han lyckades också att dräpa Svipdag. I berättelserna om Hadding uppträder Oden ofta och krigarens gestalt tycks ofta sammanfalla med antingen Odens eller Njords. Oden omnämns som Haddings beskyddare och lär honom att strida. Vid beskedet om vännen och sveakungen Hundings död hängde han sig själv, liksom Oden. Berättelserna om Hadding och hans hustru överensstämmer med de om Njord och Skade.